# کریوا رکا (چایتینا)
کریوا رکا (به صربی: Kriva Reka) یک منطقهٔ مسکونی در صربستان است که در چایتینا واقع شده‌است. کریوا رکا ۲۵٫۶۳ کیلومتر مربع مساحت و ۱٬۱۵۷ نفر جمعیت دارد و ۷۴۱ متر بالاتر از سطح دریا واقع شده‌است.